# باسماندا (تاجیکستان)
باسماندا (تاجیکستان) (به لاتین: Basmanda) یک منطقهٔ مسکونی در تاجیکستان است که در ولایت سغد واقع شده‌است.